# Rebecca Wells
Rebecca Wells, född 3 februari 1953 i Alexandria i Louisiana, är en amerikansk författare och teaterregissör.
Wells har publicerat flera romaner och noveller. Mest känd är hon för bästsäljaren Ya-Ya flickornas gudomliga hemligheter som utkom i USA 1996 och i svensk översättning 1999. Boken filmatiserades 2002 med Sandra Bullock i en av huvudrollerna.